# Fabienne Pascaud
Pour les articles homonymes, voir Pascaud.
Fabienne Pascaud, née le 1er juillet 1955 à Paris, est une journaliste et critique dramatique, directrice de la rédaction du magazine Télérama de 2006 à 2022.

## Biographie

### Formation
Née d'un père militaire, Fabienne Pascaud est scolarisée au lycée Fénelon. Elle obtient une maîtrise de lettres à la Sorbonne et est ancienne élève de l'Institut d'études politiques de Paris,. 

### Carrière
En janvier 1980, Fabienne Pascaud entre à Télérama comme journaliste au service « cinéma ». Elle devient par la suite rédactrice en chef adjoint au service « culture » de l'hebdomadaire culturel, puis rédactrice en chef magazine en 2001, avant d'en devenir directrice de la rédaction de 2006 à décembre 2022 ; elle est enfin vice-président du directoire de Télérama SA, société éditrice de l'hebdomadaire.
Spécialisée dans le théâtre, elle a été chroniqueuse sur Europe 1 et productrice de l’émission 1, 2, 3 Théâtre sur France 2 (1989-1991). Elle a collaboré avec l’INA pour des portraits de metteurs en scène et d'acteurs diffusés sur Arte et France 3. 
En tant que chroniqueuse elle est souvent l'invitée d'émissions culturelles, que ce soit sur France Inter, France Culture, France Musique, ou encore Radio classique. Depuis 2015, elle fait partie de l'équipe théâtre du Masque et la Plume sur France Inter.
En 2020, elle fait une courte apparition dans son propre rôle dans l'épisode 2 de la saison 4 de la série Dix pour cent.

### Ouvrages
Fabienne Pascaud est l'auteur d'une biographie de la princesse Diana. 
Elle publie également des livres d'entretiens avec Michel Bouquet et Ariane Mnouchkine. Dans Le Sens de la tribu, Deschamps-Makeïeff, elle retrace le parcours théâtral de la tribu Deschamps-Makeïeff depuis ses débuts dans les années 1970, à partir des confidences de Macha Makeïeff et Jérôme Deschamps. 
En 2023, elle publie L'aimante, un roman inspiré de son histoire d'amour avec son mari Louis Dandrel.

## Publications
- Les miroirs de Diana, Éditions Plon / Omnibus, 1998  (ISBN 978-2259188616)
- Michel Bouquet : mémoire d'acteur (entretiens), Plon, 2002  (ISBN 978-2259215312)
- Ariane Mnouchkine, l'art du présent (entretiens), Plon, 2005  (ISBN 978-2259198974)
- Le sens de la tribu : Deschamps-Makeïeff (avec Yannick Mancel), Actes Sud, 2010  (ISBN 978-2742787715)
- Rideau noir, Éditions Stock, coll. « La Bleue », 2021  (ISBN 978-2234084223)
- L'aimante, Éditions Stock, 2023  (ISBN 9782234092488)

## Décoration
- Chevalier de la Légion d'honneur (décret du 31 décembre 2012[13])